# Kveda Tjchorotsqu
Kveda Tjchorotsqu (georgiska: ქვედა ჩხოროწყუ) är en ort i Georgien. Den ligger i regionen Megrelien-Övre Svanetien, i den västra delen av landet. Kveda Tjchorotsqu hade 1 192 invånare år 2014.